# Chlorocardium
Chlorocardium es un género  de plantas con flores perteneciente a la familia Lauraceae. Es originario de Sudamérica. El género fue descrito por Rohwer, H.G.Richt. & Henk van der Werff y publicado en Annals of the Missouri Botanical Garden 78(2): 388, f. 1. en el año 1991.  La especie tipo es Chlorocardium rodiei (R.H.Schomb.) Rohwer, H.G.Richt. & van der Werff.

## Especies
- Chlorocardium rodiei  	(R.H. Schomb.) Rohwer, H.G. Richt. & van der Werff
- Chlorocardium venenosum (Kosterm. & Pinkley) Rohwer, H.G. Richt. & van der Werff